# TT Premier Football League 2023
La TT Premier Football League 2023 fue la edición de transición de la Primera División de Trinidad y Tobago tras los procesos de reestructuración administrativa del fútbol trinitario, solicitadas y supervisadas por FIFA.

## Sistema de competición
Los doce equipos clasificados jugarán todos contra todos a una sola vuelta, totalizando 11 jornadas. El campeonato dio inicio en marzo y culminará en el mes de mayo, alineándose de nuevo con el calendario de competiciones Concacaf.
Tras cada partido, el equipo vencedor recibirá 3 puntos; en caso de empate, ambos equipos recibirán 1 punto; en caso de derrota, el equipo no recibirá puntos.
El equipo con más puntos al final de las 11 jornadas será nombrado campeón de la liga. En caso de haber empate en puntos entre uno o varios equipos, los criterios de desempate son: diferencia de goles, goles a favor y el duelo directo entre los equipos involucrados.

## Equipos participantes
Un total de doce equipos cumplieron con las condiciones requeridas por la liga para incluirse en la Primera División. 
| Equipo               | Ciudad        | Región                  |
| -------------------- | ------------- | ----------------------- |
| Caledonia AIA        | Morvant       | Puerto España           |
| Central FC           | Couva         | Couva-Tabaquite-Talparo |
| Club Sando           | Couva         | Couva-Tabaquite-Talparo |
| Cunupia FC           | Cunupia       | Chaguanas               |
| Defence Force        | Chaguaramas   | Diego Martín            |
| La Horquetta Rangers | La Horquetta  | Arima                   |
| Point Fortin Civic   | Point Fortin  | Punta Fortín            |
| Police Football Club | Saint James   | Puerto España           |
| Port of Spain        | Puerto España | Puerto España           |
| Prison Service       | Puerto España | Puerto España           |
| San Juan Jabloteh    | Puerto España | Puerto España           |
| W Connection         | Marabella     | San Fernando            |

## Clasificación
| Pos. | Equipo               | Pts. | PJ | G  | E | P  | GF | GC | Dif. | Clasificación 2024    |
| ---- | -------------------- | ---- | -- | -- | - | -- | -- | -- | ---- | --------------------- |
| 1    | Defence Force (C)    | 56   | 22 | 18 | 2 | 2  | 53 | 16 | +37  | Copa Caribeña         |
| 2    | Port of Spain        | 55   | 22 | 18 | 1 | 3  | 63 | 18 | +45  | Copa Caribeña         |
| 3    | Club Sando           | 48   | 22 | 15 | 3 | 4  | 43 | 22 | +21  | Caribbean Club Shield |
| 4    | La Horquetta Rangers | 43   | 22 | 14 | 1 | 7  | 62 | 31 | +31  |                       |
| 5    | Police               | 39   | 22 | 12 | 3 | 7  | 43 | 32 | +11  |                       |
| 6    | Central              | 34   | 22 | 11 | 1 | 10 | 38 | 41 | −3   |                       |
| 7    | Point Fortin Civic   | 25   | 22 | 7  | 4 | 11 | 21 | 27 | −6   |                       |
| 8    | San Juan Jabloteh    | 22   | 22 | 6  | 4 | 12 | 35 | 46 | −11  |                       |
| 9    | W Connection         | 22   | 22 | 6  | 4 | 12 | 19 | 36 | −17  |                       |
| 10   | Caledonia AIA        | 17   | 22 | 5  | 2 | 15 | 24 | 50 | −26  |                       |
| 11   | Prison Service       | 12   | 22 | 3  | 3 | 16 | 16 | 61 | −45  |                       |
| 12   | Cunupia              | 8    | 22 | 2  | 2 | 18 | 13 | 50 | −37  |                       |

Actualizado a los partidos jugados el 21 de junio de 2023.
 Fuente: Soccerway
Criterios de clasificación: Puntos · Enfrentamientos directos · Diferencia de goles · Goles a favor · Puntos fair-play · Play-off.

## Resultados
| Local \ Visitante    | CAL | CEN | SAN | CUN | DFO | LHR | PFC | POL | PSP | PSE | SJJ | WCO |
| -------------------- | --- | --- | --- | --- | --- | --- | --- | --- | --- | --- | --- | --- |
| Caledonia AIA        |     | 0–1 | 0–1 | 2–0 | 1–3 | 3–2 | 0–3 | 2–3 | 1–4 | 3–1 | 2–1 | 0–1 |
| Central              | 1–1 |     | 1–5 | 3–1 | 0–2 | 3–5 | 1–0 | 3–0 | 2–3 | 3–0 | 1–5 | 3–1 |
| Club Sando           | 3–1 | 3–2 |     | 1–0 | 0–2 | 1–0 |     | 1–2 | 1–0 | 3–0 | 1–0 | 3–1 |
| Cunupia              | 1–2 | 0–3 | 1–4 |     | 0–2 | 1–4 | 0–2 | 1–2 | 0–4 | 0–2 | 2–0 | 0–3 |
| Defence Force        | 5–0 | 3–0 | 0–2 | 1–0 |     | 1–0 | 3–1 | 1–1 |     | 4–1 | 2–2 | 2–0 |
| La Horquetta Rangers | 5–0 | 6–1 | 4–4 | 3–0 | 2–4 |     | 4–0 | 2–5 | 3–2 | 4–1 | 1–0 | 2–1 |
| Point Fortin Civic   | 1–0 | 1–0 | 1–1 | 1–2 | 1–2 | 0–1 |     | 2–1 | 0–1 | 2–2 | 3–2 | 0–0 |
| Police               | 4–2 | 0–1 | 2–1 | 2–1 | 0–2 |     | 1–1 |     | 1–1 | 5–2 | 1–2 | 1–2 |
| Port of Spain        | 5–1 | 2–1 | 3–2 | 4–0 | 3–0 | 2–1 | 2–0 | 2–0 |     | 5–0 | 4–1 | 3–0 |
| Prison Service       | 2–1 | 0–3 | 0–1 | 1–1 | 0–7 | 0–2 | 0–2 | 1–3 | 0–6 |     | 2–4 | 1–0 |
| San Juan Jabloteh    | 3–2 | 2–3 | 1–1 | 3–1 | 1–2 | 1–6 | 1–0 | 2–5 | 1–3 | 0–0 |     | 2–2 |
| W Connection         | 0–0 | 0–2 | 1–2 | 1–1 | 0–3 | 0–4 | 1–0 | 0–3 | 1–3 | 2–0 | 2–1 |     |